# Овсянки-чиапа
Овсянки-чиапа (лат. Melozone) — род воробьиных птиц из семейства Passerellidae, ранее включался в семейство овсянковых. Распространены в Северной и Центральной Америках.

## Классификация
В род включают 8 видов:
- Melozone aberti (S. F. Baird, 1852) — Черногорлый тауи[3]
- Melozone albicollis (P. L. Sclater, 1858) — Белогорлый тауи[1]
- Melozone biarcuata (Prévost & Des Murs, 1842) — Белощёкая овсянка-чиапа[1]
- Melozone cabanisi (P. L. Sclater & Salvin, 1868)
- Melozone crissalis (Vigors, 1839)
- Melozone fusca (Swainson, 1827) — Бурый тауи[3]
- Melozone kieneri (Bonaparte, 1850) — Рыжешейная овсянка-чиапа[1]
- Melozone leucotis Cabanis, 1861 — Белоухая овсянка-чиапа[1]

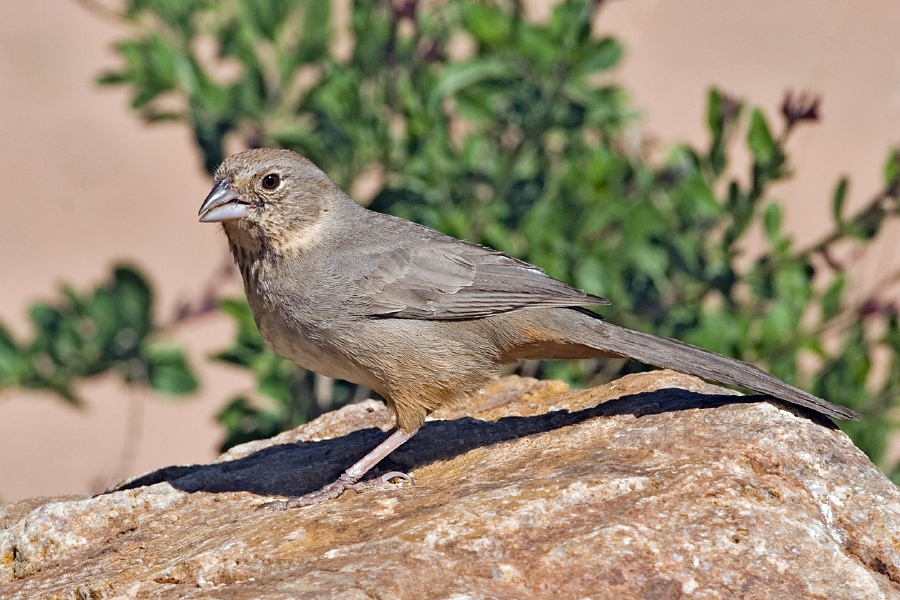
Бурый тауи
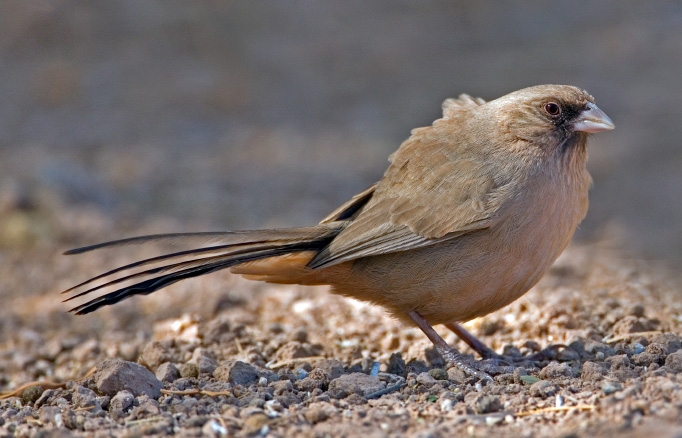
Черногорлый тауи
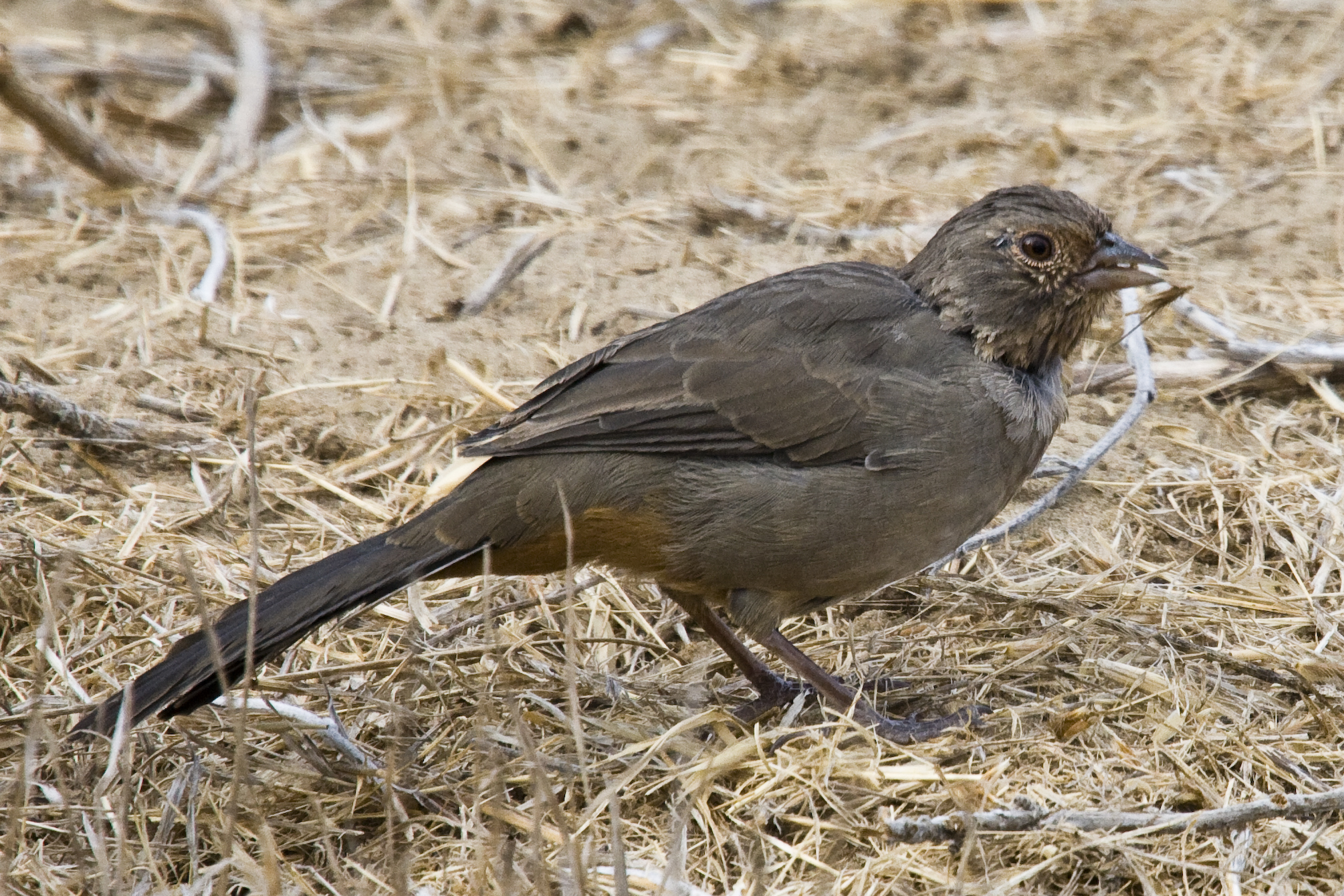
Melozone crissalis